# Jorge Edwards
Jorge Edwards Valdés, född 29 juni 1931 i Santiago, död 17 mars 2023 i Madrid, Spanien, var en chilensk författare, litteraturkritiker, journalist och diplomat.
Han anses vara en av Chiles främsta författare och har varit diplomat i bland annat Paris och Havanna. Ett av hans mest kända verk Persona non grata (1973) skrevs sedan han utnämnts till Persona non grata av Kubas president Fidel Castro.
1999 tilldelades han Cervantespriset, det förnämsta litterära priset för spanskspråkiga författare.